# جزیره کندی

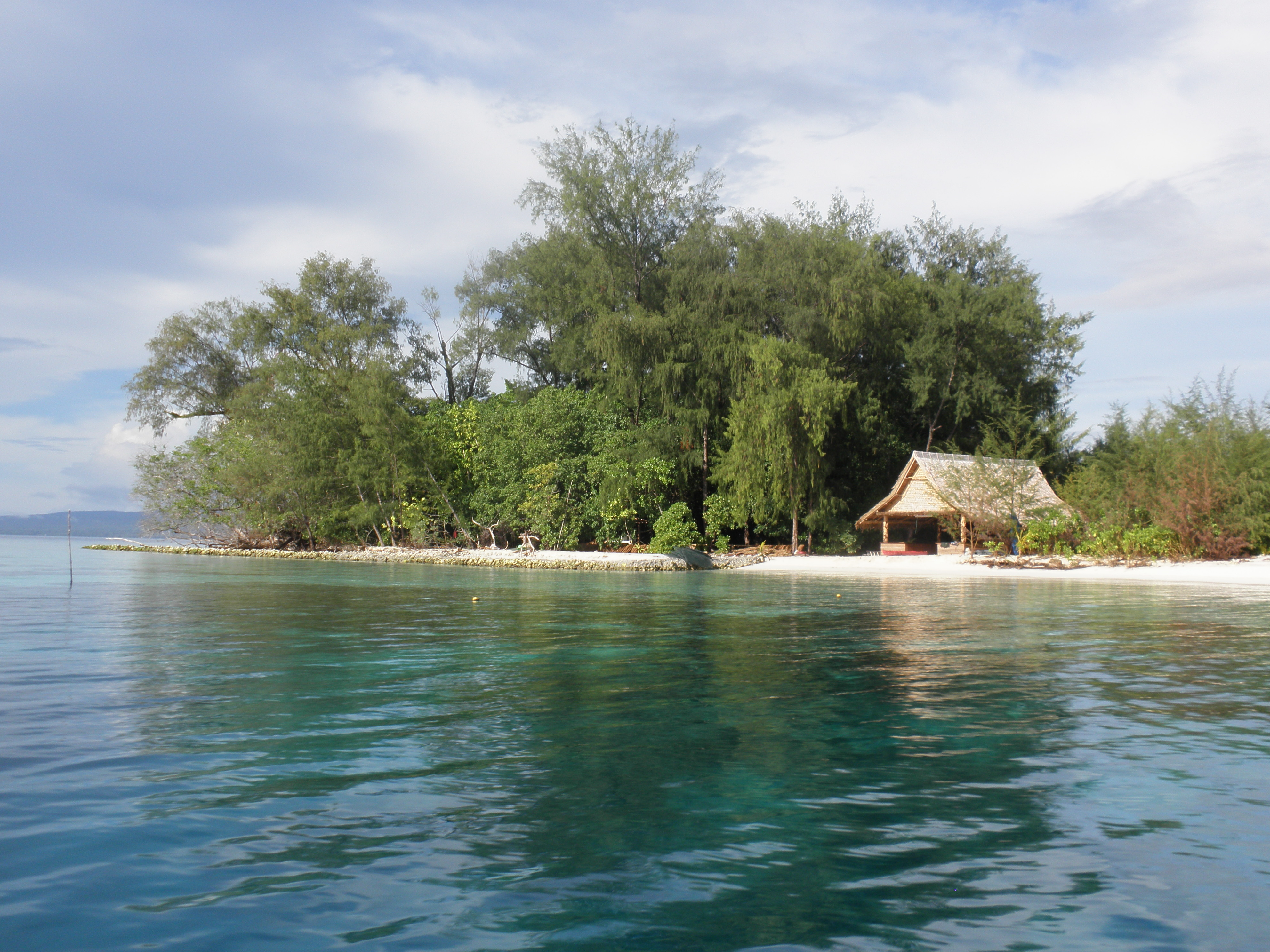
جزیره کندی در سال 2012

جزیره کندی (انگلیسی: Kennedy Island)، جزیره پالم پودینگ یک جزیره کوچک غیرمسکونی در جزایر سلیمان که به دنبال حادثه ای که کندی در طول فعالیت دریایی خود در جنگ جهانی دوم انجام داد به نام ان اف. کندی نامگذاری شده‌است. جزیره کندی ۱۵ دقیقه با قایق از گیزو، جزایر سلیمان، مرکز استان غربی (جزایر سلیمان) فاصله دارد.